# Andrena nothocalaidis
Andrena nothocalaidis är en biart som först beskrevs av Cockerell 1905.  Andrena nothocalaidis ingår i släktet sandbin, och familjen grävbin. Inga underarter finns listade i Catalogue of Life.